# Mount Suess
Mount Suess är ett berg i Antarktis. Det ligger i Östantarktis. Nya Zeeland gör anspråk på området. Toppen på Mount Suess är 1 127 meter över havet, eller 379 meter över den omgivande terrängen. Bredden vid basen är 4,1 km.
Terrängen runt Mount Suess är huvudsakligen kuperad, men åt sydost är den platt. Trakten är obefolkad. Det finns inga samhällen i närheten.